# Xixuthrus costatus
Xixuthrus costatus là một loài bọ cánh cứng trong họ Cerambycidae.